# 日本機械工業連合会
一般社団法人日本機械工業連合会（にほんきかいこうぎょうれんごうかい、略称：日機連）は、1952年に設立された機械工業の業界団体。

## 沿革
- 1952年 - 任意団体日本機械工業会設立、初代会長倉田主税
- 1954年 - 日本機械工業連合会と改称
- 1958年 - 社団法人に改組
- 2011年 - 一般社団法人に改組
- 2025年 - 本部事務所を高田馬場へ移転

## 概要
ＨＰによると、機械工業の総合的な進歩発達をはかり、我が国経済の発展に寄与することを目的に、①機械工業の振興に関する対策の樹立および実現推進、②国会、政府等に対する意見の具申その他機械工業総意の表明、③機械工業に関する行政施策に対する協力、④関係団体との連絡協調、⑤機械工業に関する調査及び研究など、の事業を行っている。

## 歴代会長
| 代数 | 歴代会長   | 所属企業         | 在任期間       |
| ---- | ---------- | ---------------- | -------------- |
| 初代 | 倉田主税   | 日立製作所       | 1952年～1969年 |
| 2代  | 田口連三   | 石川島播磨重工業 | 1970年～1990年 |
| 3代  | 吉山博吉   | 日立製作所       | 1990年～1996年 |
| 4代  | 佐波正一   | 東芝             | 1996年〜2000年 |
| 5代  | 相川賢太郎 | 三菱重工業       | 2000年〜2004年 |
| 6代  | 金井務     | 日立製作所       | 2004年〜2009年 |
| 7代  | 伊藤源嗣   | IHI              | 2009年～2013年 |
| 8代  | 岡村正     | 東芝             | 2013年～2017年 |
| 9代  | 大宮英明   | 三菱重工業       | 2017年〜2022年 |
| 10代 | 東原敏昭   | 日立製作所       |                |